# Amyris polyneura
Amyris polyneura là một loài thực vật có hoa trong họ Cửu lý hương. Loài này được Urb. mô tả khoa học đầu tiên năm 1922.